# ペプシ果物ジュース洪水
ペプシ果物ジュース洪水（ペプシくだものジュースこうずい、英語: Pepsi Fruit Juice Flood）、またはペプシの果物ジュース放出（ペプシのくだものジュースほうしゅつ、英: Pepsi's Fruit Juice Release）はペプシコの倉庫が倒壊したことにより生起した、ロシア領レベデャンとドン川での176,000バレル（2,800万リットル）分の果物ジュースと野菜ジュースの洪水を指す。

## 概要
2017年4月25日、レベデャンにあるペプシコの倉庫の天井が突如崩れた。レベデャンはロシアにおけるペプシの事業の中枢であり、子会社のレベデャンスキー社が運営していた。天井が崩れた倉庫には様々な果物ジュースと野菜ジュースのコンテナがあった。天井が崩れたことで2人が負傷したほか、2,800万リットルのジュースがレベデャン市街地とドン川に流れた。しかし、流出による死者は報告されなかった。
流出したジュースにはパイナップル、アンズ、タンジェリン、ぶどう、マンゴー、ザクロ、リンゴ、オレンジ、グレープフルーツ、トマトのジュースが含まれていた。これらのジュースがドン川の生態系に悪影響を与える可能性が指摘されたが、採取された試料水からは流出による環境被害の証拠が見つからなかったという 。
ペプシコは事件について謝罪し、全ての損害の補償を申し出るとともに現地の官僚と天井が崩れた原因の究明に努めるとした。